# ZNF330
La proteína de dedo del zinc 330 es una proteína que en los humanos está codificado por el gen ZNF330. Es una proteína altamente conservada evolutivamente con un dominio que se caracteriza por ser rico en cisteína. Se expresa ampliamente, con una mayor expresión observada en el corazón y el músculo esquelético.
 ZNF330 se localiza principalmente en el nucleolo durante la interfase y en los centrómeros durante la mitosis. Se demostró que después de la inhibición de la transcripción por el tratamiento con actinomicina-D, ZNF330 permanece asociado con el nucleolo, pero ya no se co-localiza con el factor nucleolar UBTF. La asociación nucleolar de ZNF330 es dependiente del ARN.